# Триходерма крючковатая
Триходе́рма крючкова́тая (лат. Trichodérma hamátum) — вид грибов-аскомицетов, относящийся к роду триходерма (Trichoderma) семейства гипокрейные (Hypocreaceae).

## Описание
Телеоморфа крайне редка в природе. Образует на древесине полушаровидные до подушковидных стромы, окрашенные в жёлтые тона, с беловатой мякотью, с отверстиями с перитециями. Аски цилиндрические, 92—128 × 5,5—6,7 мкм. Аскоспоры бородавчатые, двуклеточные, затем распадаются на неравные клетки.
Колонии на агаре с 2 % солодовым экстрактом на 4-е сутки 3,5—6 см в диаметре. Выраженный запах отсутствует. Реверс непигментированный. Конидиальное спороношение в небольших бархатистых голубовато-зелёных подушечках, собранных к концентрические круги или сконцентрированных по краю колонии.
На кукурузно-декстрозном агаре на 4-е сутки колонии с обильным спороношением в подушечках в светло-зелёных тонах, без желтоватых оттенков.
Конидиеносцы неправильно разветвлённые, оканчивающиеся разветвлённой стерильной частью около 100 мкм длиной с извилистыми или крючковидно загнутыми веточками. Фиалиды в мутовках по 3—6, почти шаровидные до фляговидных, 3,3—5,6 × 2,8—3,5 мкм. Конидии бледно-зелёные, продолговатые до эллипсоидальных, 3—4,5 × 2,1—2,8 мкм, гладкостенные. Хламидоспоры терминальные и интеркалярные, иногда двуклеточные.

## Экология и значение
Широко распространённый гриб, встречающийся в почве и на различных растительных субстратах, иногда в качестве эндофита какао.
Телеоморфа известна только с древесины широколиственного дерева (возможно, Sideroxylon) на острове Реюньон.

## Таксономия
Trichoderma hamatum (Bonord.) Bainier, Bull. Soc. Mycol. Fr. 22: 131 (1906). — Verticillium hamatum Bonord., Handb. Allgem. Mykol.: 97 (1851).